# كاواتانا
كاواتانا هي بلدية في اليابان، وبلدة في اليابان، تقع في ناغاساكي، ومقاطعة هيغاشيسونوجي، بلغ عدد سكانها 13,735 نسمة وذلك حسب إحصائيات سنة 2018، تبلغ مساحتها 37.35 كيلومتر مربع.